# Golina (województwo dolnośląskie)
Golina (niem. Heidersdorf) – wieś w Polsce położona w województwie dolnośląskim, w powiecie wołowskim, w gminie Wołów.

## Podział administracyjny
W latach 1975–1998 miejscowość administracyjnie należała do województwa wrocławskiego.